# سیارک ۲۷۱۲۵
سیارک ۲۷۱۲۵ (به انگلیسی: 27125 Siyilee، نامگذاری:1998WZ20)۲۷۱۲۵مین سیارک کشف شده‌است که در ۱۸ نوامبر ۱۹۹۸ کشف شد.